# Полярная звезда
Поля́рная звезда́ (лат. Stella Polaris), Альфа Ма́лой Медве́дицы (лат. α Ursae Minoris, α UMi), уст. Кол, Прикол, Прикол-звезда — звезда видимой звёздной величины +2,0m в созвездии Малой Медведицы. Расположена вблизи Северного полюса мира. Это жёлтый сверхгигант спектрального класса F7Ib. Расстояние до Земли — 447 ± 1,6 световых лет (137,14+0,53
−0,52 парсека).

## Описание
В настоящую эпоху Полярная звезда находится менее чем в 1° от Северного полюса мира и поэтому описывает вокруг него очень маленький круг за 24 часа, можно сказать, почти неподвижна при суточном вращении звёздного неба. Она очень удобна для ориентирования: направление на неё практически совпадает с направлением на север, а высота над горизонтом равна географической широте места наблюдения в любое время года в северном полушарии. Из-за прецессии земной оси положение Северного полюса мира меняется; ближе всего Полярная звезда подойдёт к нему в период с 7 марта по 13 июня 2102 года — на расстояние 0°27′34,1″, то есть склонение составит 89°32′25,9″, после чего начнётся её удаление от полюса: к середине 2260 года расстояние от неё до полюса превысит 1°. В Южном полушарии нет аналогичной яркой полярной звезды, и ориентиром Южного полюса мира служит вертикальная ось созвездия Южного Креста (четыре яркие звезды).
Полярная звезда является ярчайшей и ближайшей к Земле пульсирующей переменной звездой типа дельты Цефея с периодом 3,97 дня. Но Полярная звезда — очень нестандартная цефеида: её пульсации затухают за время порядка десятков лет: в 1900 году изменение яркости составляло 8 %, а в 2005 году — приблизительно 2 %. Кроме того, за это время звезда стала в среднем на 15 % ярче.
Полярная звезда на самом деле представляет собой тройную звёздную систему.
В центре системы располагается сверхгигант Полярная А (α UMi A), превосходящий наше Солнце по яркости в 2000 раз и по массе в 6,4—6,7 раза. Её радиус равен 47—50 радиусам Солнца, возраст — 55—65 млн лет.
Полярная B (α UMi B) массой 1,39 массы Солнца расположена на приличном удалении от Полярной А (2400 а. е.), поэтому разглядеть её в телескопы нетрудно даже с поверхности Земли.
В 1929 году при изучении спектра Полярной было выявлено, что она является близкой двойной звездой, что было предсказано более ранними наблюдениями в 1924 году (J. H. Moore, E. A. Kholodovsky). Компаньон Полярной A находится в 18,5 а. е. Полярная P (α UMi P или α UMi a, или α UMi Ab) обладает массой, составляющей 1,26 массы Солнца, и располагается к сверхгиганту настолько близко, что сфотографировать её удалось только телескопу «Хаббл», и то лишь после перенастройки оборудования. Приблизительный период обращения Полярной P вокруг α UMi A составляет около 30 лет.
Полярная B обращается вокруг двойной системы α UMi A/P за примерно 100 000 лет. Есть ещё два далёких компонента, получивших обозначение α UMi C и α UMi D, но это гораздо более старые звёзды, и физически они не связаны с Полярной звездой.
Возможно, Полярная и окружающие её звёзды являются остатком бедного рассеянного скопления. Согласно данным Hipparcos и 2MASS, лучевые скорости ближайших соседей Полярной почти совпадают, а среднее их расстояние до Земли близко к 100 парсекам. Согласно диаграмме «цвет — звёздная величина», построенной для скопления, возраст его членов (и Полярной в том числе) находится в районе 80 млн лет.

### Расстояние до солнечной системы
Поскольку Полярная звезда является ближайшей переменной цефеидой к Земле, расстояние до неё используется для оценки расстояний до других галактик как часть космической шкалы расстояний. Кроме того, Полярная — единственная звезда с динамически измеренной массой. Уточнение этого расстояния может привести и к уточнению шкалы расстояний, и к ограничению значения массы тёмной материи.
В 1990 году европейский космический телескоп Hipparcos оценил расстояние до Полярной звезды в 433 световых года (133 парсека). В 2006 году появилась оценка в 330 св. лет (Turner), а в 2008 году — в 359 св. лет (Usenko, Klochkova). Измерения 2012 года с высоким разрешением, выполненные группой астрономов под руководством Дэвида Тёрнера (David Turner) из канадского университета Святой Марии, использовавших данные российского шестиметрового телескопа БТА, дают оценку расстояния до Полярной звезды в 99 парсеков (323 световых года). В 2020-м году по данным, полученным космическим телескопом Gaia, оценили расстояние до неё в 447 ± 1,6 световых лет (137 парсеков). Расчёты, выполненные другими методами, сильно различаются:
| Год     | Компонент | Расстояние, св.лет (пк) | Источник           |
| ------- | --------- | ----------------------- | ------------------ |
| 2006    | A         | 330 (101)               | Turner             |
| 2007[A] | A         | 433 (133)               | Hipparcos          |
| 2008    | B         | 359 (110)               | Usenko & Klochkova |
| 2013    | B         | 323 (99)                | Turner, et al.     |
| 2014    | A         | ≥ 385 (≥ 118)           | Neilson            |
| 2018    | B         | 521 (160)               | Bond et al.        |
| 2018    | B         | 445,3 (136,6)[B]        | Gaia DR2           |
| 2020    | B         | 447,6 (137,2)           | Gaia DR3           |

## История
Из-за лунно-солнечной прецессии земная ось движется по кругу с радиусом 23° со скоростью около 1,397° за 100 лет. Поэтому в разное время ближайшими к полюсу мира становятся разные звёзды. Так, в додинастический период Древнего Египта (5000 лет назад) такой звездой была Тубан (альфа Дракона), в начале нашей эры ярких звёзд у полюса мира вообще не было. Через 2000 лет ближайшей к полюсу мира станет Альраи (гамма Цефея), а через 12 000 лет — Вега (альфа Лиры).
Тем не менее слово «Полярная» является именем собственным и относится именно к α Малой Медведицы.
Список полярных звёзд полного прецессионного круга
- 13 000-е годы до н. э. — полярная звезда — Вега, α Лиры.
- 9000-е годы до н. э. — полярные звезды (поочерёдно) π и η Геркулеса.
- 8000—7000-е годы до н. э. — полярная звезда — τ Геркулеса.
- 5500—3500 годы до н. э. — полярная звезда — ι Дракона.
- 3500—1500 годы до н. э. — полярная звезда — Тубан, α Дракона.
- 1500 год до н. э. — 1 год н. э. — полярная звезда — Кохаб, β Малой Медведицы.
- 1—1100 годы — полярной звезды нет. Но есть «стражи» — Кохаб, β Малой Медведицы, и Полярная, α Малой Медведицы; полюс примерно на одинаковом расстоянии от α и β Малой Медведицы.
- 1100—3200 годы — Полярной звездой является α Малой Медведицы. На минимальном расстоянии от Северного полюса (0°27′34,1″) она пройдёт 23 апреля 2102 года.
- 3200—5000 годы — полярной будет Альраи, γ Цефея.
- 5000—6500 годы — полярная — Альфирк, β Цефея.
- 6500—8500 годы — полярная — Альдерамин, α Цефея.
- 8500—13 000 годы — полярные — Денеб, α и Садр, γ Лебедя.
- 13 000-е годы — полярной опять станет Вега, α Лиры.

## Ориентация на местности по Полярной звезде
Полярная звезда всегда находится над северной точкой горизонта в Северном полушарии, что позволяет использовать её для ориентации на местности.
Чтобы найти Полярную звезду, надо сначала найти характерную конфигурацию из семи ярких звёзд — созвездие Большой Медведицы, напоминающее ковш (астеризм Большой Ковш), затем через две звезды (Дубхе и Мерак) «стенки» ковша, противоположной «ручке», мысленно провести линию, на которой отложить пять раз расстояние между этими крайними звёздами. Примерно в конце этой линии находится Полярная звезда. Направление на Полярную звезду совпадает с направлением на север, а её высота над горизонтом совпадает с широтой наблюдателя.

## В культуре
Полярная звезда изображена на флаге и гербе канадской территории Нунавут, на флаге американских штатов Аляска, Мэн и Миннесота, а также на флаге американского города Дулут в штате Миннесота.

### Вексиллология
- Флаг Нунавута
- Флаг Аляски
- Флаг Миннесоты
- Флаг Дулута, штат Миннесота
- Флаг Мэна

### Геральдика
- Герб Нунавута
- Печать Миннесоты
- Печать Мэна
- Герб общины Утсйоки, Финляндия